# Relações entre Argélia e Japão
As relações entre Argélia e Japão são relações diplomáticas entre Argélia e Japão. A Argélia tem uma embaixada em Tóquio, enquanto que o Japão tem uma embaixada em Argel. Existe uma pequena comunidade de japoneses expatriados na Argélia. Em 2008, 816 cidadãos japoneses residiam no país.

## Visão geral
O Japão está interessado em contribuir para o desenvolvimento econômico da Argélia, pois está interessado no fato de que a Argélia possui grandes recursos energéticos e possui um grande mercado interno. Existem empresas japonesas interessadas no plano quinquenal da Argélia para 2009-2014, que prevê investimentos públicos de US$ 286 bilhões, principalmente para modernizar e desenvolver a infraestrutura essencial. Muitos funcionários japoneses dessas empresas vieram à Argélia para vários projetos.
Em 2010, a Argélia reteve 100 bilhões de ienes (US$ 1,2 bilhão) em pagamentos devidos a empreiteiros japoneses por um projeto de construção de rodovia no país, pois alegou-se que as empresas não cumpriram os termos do contrato.
Em novembro de 2017, a Argélia começou a exportar gás natural liquefeito (GNL) para o Japão.